# Zisterzienserinnenabtei Bonneweg

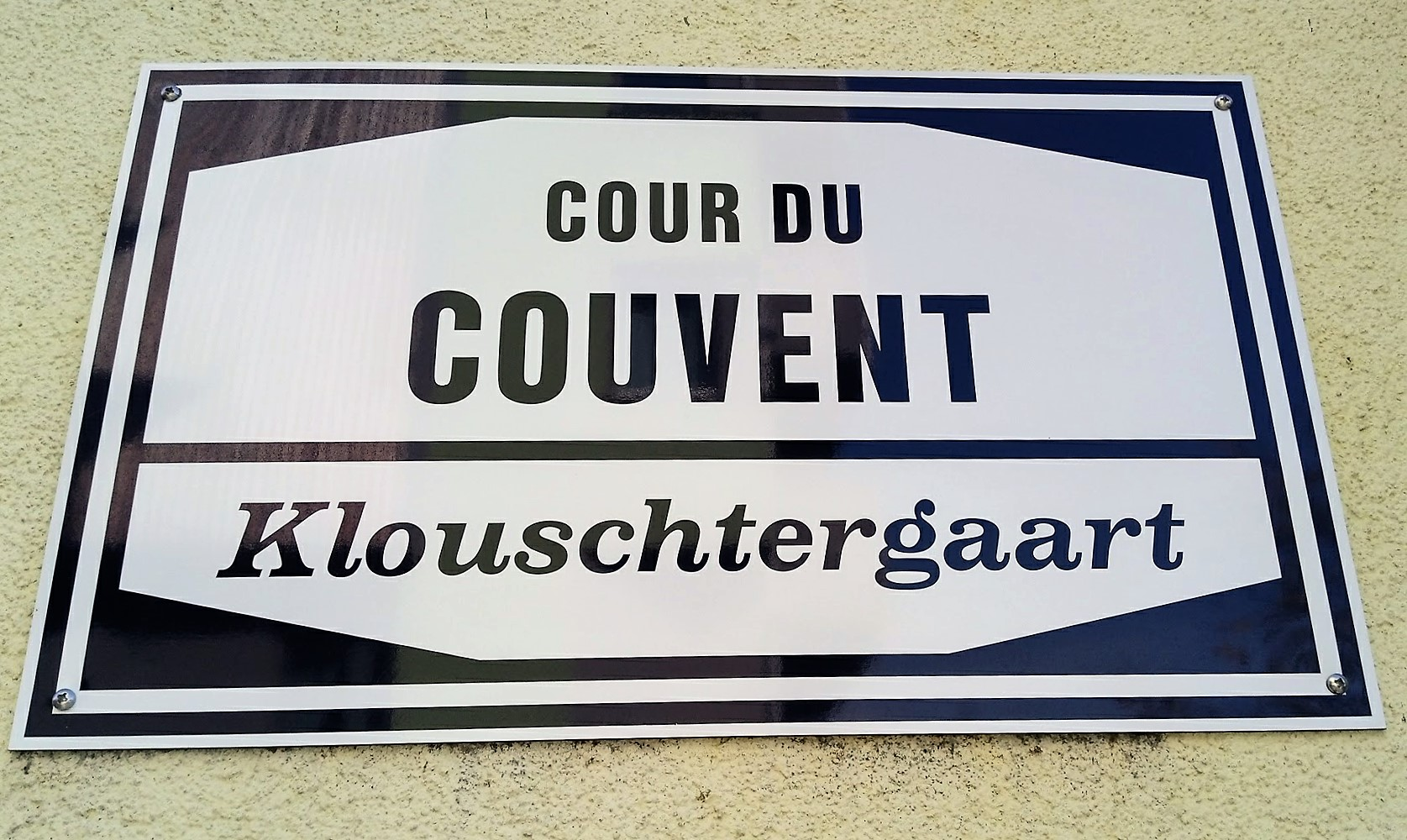
Straßenname, der an das ehemalige Kloster erinnert.

Die Zisterzienserinnenabtei Bonneweg (auch französisch: Bonnevoie) war von 1200 bis 1796 ein Kloster der Zisterzienserinnen in Luxemburg (Stadt) in Luxemburg. 

## Geschichte
Aus der Betreuung von Aussätzigen durch mildtätige Frauen entstand 1200 im damaligen Bistum Trier das Zisterzienserinnenkloster Bonneweg, das 1234 vom Papst bestätigt wurde. Knapp 600 Jahre später kam es durch die Französische Revolution zur Zerstörung und zur Auflösung der Abtei. Reste der Klostermauer sind erhalten. Auch der Name des Luxemburger Stadtteils Bonneweg erinnert an das einstige Kloster.

### Priorinnen und Äbtissinnen
- 1200–1244: Judith
- 1244–1277: Methildis
- 1277–1293: Jutta
- 1293–1322: Agnes von Diestorf
- 1328–1335: Jutta II. von Gymnich
- 1335–1337: Katharina von Pittingen
- 1342: Vrizendis
- 1344–1357: Gertrud von Wintringen
- 1360–1363: Ida von Brücken
- 1363–1366: Katharina II. von Püttlingen
- 1367–1371: Ida II. von Mühlenbach
- 1380–1388: Gertrud II. von Duvenvelt
- 1399: Gertrud III. von Weckringen
- 1404–1429: Christine von Strassen
- 1436–1439: Agnes von Bübingen
- 1441–1443: Margaretha von Dommeldingen
- 1452: Anna von Bettingen
- 1454–1470: Anna II. von Oemeringen
- 1498–1509: Margaretha de Frenne
- 1509–1533: Elisabeth von Brandscheidt
- 1539: Franziska von Useldingen
- 1541–1571: Irmengard von Haussen, gen. von Fremont
- 1571–1593: Katharina II. von Kerschen
- 1593–1602: Anna III. Bollaërts
- 1602–1626: Eva von Stein
- 1626–1639: Anna IV. von Wassenburg
- 1640–1693: Agnes II. de la Neuveforge
- 1693–1700: EI. Maria Agnès von Piromboeuf
- 1700–1707: Maria Johanna Donlinger
- 1707–1735: Maria Franziska de Chardelle
- 1735–1752: Maria Scholastika Bourquin
- 1752–1764: Maria Ludwina Reding
- 1764–1781: Maria Scholastika II Crocius
- 1782–1794: Maria Viktorine Dumont